# Astron-6
Astron-6是一間加拿大製片公司，由亞當·布魯克和傑瑞米·吉萊斯皮於2007年成立。後來，馬修·甘迺迪、康納·史威尼與史蒂芬·卡斯坦斯基加入成為公司的共同合作夥伴。
Astron-6主要製作低預算的獨立電影而聞名，其內容多為80年代風格的恐怖片、喜劇片和科幻片。該公司還製作了紀錄片《No Sleep, No Surrender》（2012年），內容詳細介紹了他們的2011年電影《父親劫》的製作歷程。

## 作品列表
- 2011：《Astron-6》（DVD彙集影片）[4]
- 2011：《激動戰士MAN勃哥》
- 2011：《父親劫（英语：Father's Day (2011 film)）》[5]
- 2012：《生化警察》（Bio-cop，短片）
- 2014：《剪輯師（英语：The Editor (film)）》[6]
- 2014：《W代表願望（英语：ABCs of Death 2）》[7]
- 2019：《牛仔：美國民間傳說》（Chowboys: An American Folktale，短片）[8]
- 2021：《暴雨下水道》
- 2024：《怪咖腐爛哥（英语：Frankie Freako）》

## 外部連結
- 官方网站
- 互联网电影数据库上Astron-6的资料（英文）